# Gouvernement Vanden Boeynants I
Royaume de Belgique
Harmel Eyskens IV
Le gouvernement Vanden Boeynants I était une coalition de sociaux-chrétiens et de libéraux qui gouverna du 13 mars 1966 au 1er avril 1968. Après avoir mis au frigo le dossier linguistique, c'est en 1968 que le gouvernement remit sa démission avec l'affaire de Louvain.

## Contexte de formation

### Démission du gouvernement Harmel
Dès sa formation, le gouvernement Harmel se retrouve face à des problèmes budgétaires. Le 27 août 1965, le ministre des Finances, Gaston Eyskens annonce que la seule solution à ces problèmes budgétaires est de réduire les dépenses de l'État. Le Parti socialiste s'oppose directement à cette idée refusant de réduire les dépenses dans le secteur social et celui de la santé. 
Afin de répondre à ce déficit, le gouvernement Harmel décide de fermer cinq mines de charbon en Wallonie et une au Limbourg où une grève violente éclatera. En effet, la consommation de charbon diminuait au profit d'autres sources d'énergie et celui qu'on trouvait en Belgique demeurait plus cher que celui qu'on pouvait trouver à l'étranger. La fermeture de ces mines entraine des négociations entre les représentants des mineurs et les membres du gouvernement. Ces grèves fragilisent la stabilité du gouvernement.
Dans le secteur de la santé, les médecins et les mutuelles s'opposent à la réduction des subventions de la sécurité sociale. Ils désirent qu'un ticket modérateur de 30 FB soit imposé aux patients dans les établissements qui travaillent sur base d'un forfait. À la fin des négociations, les socialistes refusent ce ticket modérateur et aucun accord n'est trouvé entre le PSB (Parti socialiste belge) et le PSC (Parti social-chrétien).
Pierre Harmel finit par présenter sa démission au roi mais ce dernier la lui refuse car selon lui, le Premier ministre n'aurait pas encore tout tenté pour trouver un accord. Malgré les tentatives d'entente entre les partis, la situation reste figée et cela se termine, à nouveau, par la présentation au roi de la démission des ministres socialistes suivi par celle du gouvernement tout entier le 19 mars 1966. 

### Coalition social-chrétien-libéral
La coalition social-chrétien-libéral, formée par Paul Vanden Boeynants, un unitariste belge du PSC, fut le résultat de nombreuses négociations entre les partis et cette coalition fit l'objet de certaines réticences de la part de ces partis appelés à former le nouveau gouvernement.
Lors de la formation du gouvernement, l'efficacité de la procédure utilisée par Paul Vanden Boeynants, fait l'objet de critiques de la part des partis: le député du parti PSB, dans un article de presse, exprime sa crainte à l'égard de l'alliance des démocrates-chrétiens et des socialistes. Selon lui, cette alliance ne peut mener qu'à l'amplification des tensions entre les socialistes et les démocrates-chrétiens qui existaient déjà auparavant. 
Le parti du PLP (Parti de la liberté et du progrès) et du PSB émettent également des critiques à l'égard de la méthode adoptée par le formateur Vanden Boeynants. Selon eux, le formateur a commis une erreur en ne faisant pas de choix précis quant au parti partenaire et en entamant les négociations avec les deux partis directement. 
Paul Vanden Boeynants se défendra en faisait part de son souhait de former un gouvernement tripartite et il « entend mener une politique de gestion dynamique et souhaite que son gouvernement fasse le « moins de politique possible ». 
Le gouvernement Vanden Boeynants I entrera en fonction le 19 mars 1966. 

## Composition
| Ministère                                                                        | Nom                            | Parti           |
| -------------------------------------------------------------------------------- | ------------------------------ | --------------- |
| Premier ministre                                                                 | Paul Vanden Boeynants          | Social-chrétien |
| Vice-Premier ministre et ministre du Budget                                      | Willy De Clercq                | Libéral         |
| Ministre des Affaires étrangères                                                 | Pierre Harmel                  | Social-chrétien |
| Ministre de la Justice et de la Communauté française                             | Pierre Wigny                   | Social-chrétien |
| Ministre de l'Emploi et du Travail                                               | Léon Servais                   | Social-chrétien |
| Ministre de l'Agriculture                                                        | Charles Héger                  | Social-chrétien |
| Ministre des Affaires économiques                                                | Jacques Van Offelen            | Libéral         |
| Ministre des Affaires européennes et de la Culture néerlandaise                  | Renaat Van Elslande            | Social-chrétien |
| Ministre des Communications                                                      | Alfred Bertrand                | Social-chrétien |
| Ministre des Travaux publics                                                     | Jos De Saeger                  | Social-chrétien |
| Ministre de la Famille et du Logement                                            | Marguerite De Riemaecker-Legot | Social-chrétien |
| Ministre des Classes moyennes                                                    | Adhémar d'Alcantara            | Social-chrétien |
| Ministre de la Santé publique                                                    | Raphaël Hulpiau (nl)           | Social-chrétien |
| Ministre de la Prévoyance sociale                                                | Placide De Paepe (nl)          | Social-chrétien |
| Ministre des Finances                                                            | Robert Henrion                 | Technicien      |
| Ministre de l'Éducation nationale                                                | Frans Grootjans                | Libéral         |
| Ministre de la Défense nationale                                                 | Charles Poswick                | Libéral         |
| Ministre de l'Intérieur                                                          | Herman Vanderpoorten           | Libéral         |
| Ministre des Relations commerciales extérieures                                  | August De Winter               | Libéral         |
| Ministre-secrétaire d'État adjoint au Premier ministre pour l'Économie régionale | Yves Urbain                    | Social-chrétien |
| Ministre-secrétaire d'État au Tourisme                                           | Jan Piers                      | Social-chrétien |
| Ministre-secrétaire d'État aux Postes, Télégraphes et Téléphones                 | Henri Maisse                   | Libéral         |
| Ministre-secrétaire d'État à l'Éducation nationale                               | Michel Toussaint               | Libéral         |

## Mesures prises par le gouvernement

### Sur la scène nationale
Une des premières mesures prise par le gouvernement Vanden Boeynants I est de considérer que les problèmes communautaires étaient, pour la plupart, surfaits et donc son idée est de les mettre le plus longtemps possible "au frigo". Ces conflits communautaires rattraperont par la suite Paul Vanden Boeynants et ses partisans. 
Le ministre de l'Intérieur, Herman Vanderpoorten reprit le projet de loi, déposé par Alfons Vranckx sous l'ancienne législature, créant une commission qui avait pour objectif d'améliorer les relations communautaires et en fit la loi du 1er juillet 1966 portant création d'une Commission permanente pour l'amélioration des relations entre les communautés linguistiques. Cette commission avait également pour objectif de résoudre le problème bruxellois concernant l'emploi des langues à Bruxelles et dans l'arrondissement bruxellois. 
Entre le 31 mars et le 17 novembre 1967, le gouvernement obtient des pouvoirs spéciaux afin de "garantir l'expansion économique et l'équilibre financier" alors qu'une crise économique se profile durant les "Golden Sixties"<. Avec ces pouvoirs spéciaux, le gouvernement fit des économies dans plusieurs secteurs et il opéra une amélioration du contrôle des dépenses de l'État. Dans ce dessein, l'État effectua "un renforcement et une extension des subsides de l'État destinés à soutenir les régions économiquement défavorisées".

### Sur la scène internationale
Lors de la nomination du gouvernement Vanden Boeynants I, Pierre Harmel devint le ministre des Affaires Étrangères.
Dès le début de son mandant, le ministre Pierre Harmel doit faire face à la prise de position du président français, Charles de Gaulle, en matière d'intégration européenne. Ce dernier avait annoncé sa décision de sortir du SHAPE (Supreme Headquarters Allied Powers Europe) en temps de paix ce qui impliquait que le SHAPE devait se trouver un nouveau siège social. Face à cette situation, le ministre Harmel désirait que la Belgique ait son mot à dire tout en sachant qu'il lui faudrait l'appui d'une plus grande puissance pour se faire entendre. Pour cela, le 20 mai 1966, le ministre des Affaires Étrangères est reçu par le président des États-Unis Johnson à la Maison Blanche où ils discuteront de l'avenir du SHAPE et de l'importance de l'OTAN pour le ministre belge. Pierre Harmel exprimera son désaccord sur la décision du président français en ajoutant que selon lui, il faut une unité au sein du  SHAPE pour que ce soit utile à l'OTAN et à cette fin, il proposera la Belgique comme nouveau siège du SHAPE.
Un autre problème auquel doit faire face Pierre Harmel est la candidature britannique à la CEE qui est controversée par les membres de celle-ci. Le conseil des ministres des Affaires Étrangères de la CEE réunit les 18 et 19 décembre 1967 se solda par un désaccord quant à la candidature britannique. La France estima que "le processus d'assainissement de l'économie britannique doit être mené à son terme avant de reconsidérer la demande de la Grande-Bretagne". Face à ce désaccord et pour relancer le processus d'intégration européenne, le ministre des Affaires Étrangères belge avança une proposition aux "Six" puissances qui "prône une coopération entre les Six et les pays candidats à l'adhésion dans les domaines prévus par les traités de Rome, mais aussi en matière de production et d'achat de matériel militaire, dans des domaines précis relevant de la technologie et des sciences, ou quant à l'aide à octroyer aux pays en voie de développement". C'est ce qu'on appellera plus tard, la doctrine Harmel. 

## Dissolution du gouvernement

### Conflits communautaires
La Belgique connaissait déjà des conflits communautaires avant l'entrée en fonction des membres du gouvernement Vanden Boeynants I.
Les négociations de projets gouvernementaux sur l'emploi des langues en matière administrative et dans l'enseignement provoquaient des problèmes politiques et communautaires depuis le début des années 1960. La communauté flamande et la communauté francophone voulait chacune un statut particulier dans leurs communes et dans la région de Bruxelles-Capitale en matière d'emploi des langues. Il faudra attendre la législation linguistique de 1962 - 1963 pour arriver à un compromis: unilinguisme en Flandre et en Wallonie et bilinguisme dans l'agglomération bruxelloise. On accorda également un statut particulier aux communes périphériques de Bruxelles dans le conclave de Val-Duchesse où résidaient des francophones non majoritaires. Ces communes obtinrent des facilités linguistiques administratives ainsi que l'enseignement primaire et maternel en français. Ce conclave apporta un mécontentement chez les flamands qui y voyaient "le maintien de la menace de francisation à Bruxelles et en périphérie". 
Ces conflits communautaires continuèrent d'exister sous le gouvernement Vanden Boeynants I, malgré la tentative de celui-ci de les mettre "au frigo". L'Affaire de Louvain sera le moment de l'éclatement de ces conflits placés sous silence. 

### Affaire de Louvain
Depuis quelques années, l’Université Catholique de Louvain rencontrait des difficultés au sein de son organisation. Son expansion et la création d’une université catholique francophone séparée de la section néerlandophone faisait l’objet de nombreuses discussions et les relations entre les wallons et les flamands au sein de l’université se dégradaient de plus en plus,  les nationalistes flamands voulant fermer la section francophone et l’expulsion des wallons hors de l’université.
Cette tension entre étudiants flamands et francophones éclata lorsque des étudiants flamands de l’université manifestèrent dans les rues en scandant leur slogan « Walen Buiten » pour exiger le départ des francophones. Leur motivation était double : ils avaient des inquiétudes quant à l’empiètement des francophones sur leur culture et également des inquiétudes quant au pouvoir accordé aux différentes sections de l’université. 
Le Premier ministre Vanden Boeynants laissa d’abord aux évêques, le pouvoir organisateur, le soin de régler le conflit et le 20 janvier 1968, les évêques se réunissent à Bruxelles afin de tenter de trouver une solution. Malgré leurs discussions, ils ne parviendront pas à trouver un accord et resteront divisés sur la question de Louvain. 
Le 5 février 1968 débuta une semaine politique qui fut le départ d’une crise importante qui allait mener à la dissolution du gouvernement. Sous la pression du député Jan Verroken et de certains partis, le gouvernement se réunit sur la question de Louvain afin d’y trouver une solution. Après de longues négociations, le 7 février 1968, le Premier ministre annonce que plusieurs ministres ont exprimé leur désir de démissionner du gouvernement étant donné l’absence d’accord entre les partis. Les ministres sociaux-chrétiens ont déclaré « ne pouvoir accepter le projet de déclaration que le Premier ministre comptait faire l’après-midi à la Chambre, étant donné que le principe du transfert de la section française de l’Université Catholique de Louvain en Wallonie n’y était pas reconnu". 
Cette affaire de Louvain poussera Paul Vanden Boeynants à présenter la démission de son gouvernement au Roi Baudouin et que ce dernier acceptera le 7 février 1968.

### Ouvrages
- Vincent Dujardin et Michel Dumoulin, Nouvelle histoire de Belgique 1950 - 1970 : L'Union fait-elle toujours la force?, Bruxelles, Le Cri, 2008.
- H. Lemaitre, Les gouvernements belges de 1968 à 1980: processus de crise, Bruxelles, Chauveheid, 1982.
- X. Mabille, Nouvelle histoire politique de la Belgique, Bruxelles, CRISP, 2011.
- E. Witte et J. Craeybeckx, La Belgique politique de 1830 à nos jours: les tensions d'une démocratie bourgeoise, Bruxelles, Labor, 1987.

### Articles
- « La crise gouvernementale en Belgique (février-mars 1966) (II) », Courrier hebdomadaire du CRISP, no 315,‎ août 1966, p.1-20 (DOI 10.3917/cris.315.0001).
- « L'affaire de Louvain », Courrier hebdomadaire du CRISP, nos 333-334,‎ 1966/26, p.1-33 (DOI 10.3917/cris.333.0001).
- « Le déroulement de la crise politique de février 1968 », Courrier hebdomadaire du CRISP, no 399,‎ novembre 1968, p.1-23 (DOI 10.3917/cris.399.0001).
- Gouvernement Vanden Boeynants I, document du CRISP